# Označování zvířat
 Označování zvířat  má za cíl snadno rozpoznat zvířata, evidovat jejich vlastnosti a mít možnost rychle určit dané zvíře ve stádě ostatních zvířat. U hospodářských zvířat se musí označovat na základě zákona číslo 154/2000 Sb., o šlechtění, plemenitbě a evidenci hospodářských zvířat; u zvířat domácích tak určují vyhlášky některých měst a obcí. U zvířat, která nejsou v uvedeném zákoně uvedena, se nemusí označování ani evidence provádět. Existují-li však organizace a svazy chovatelů daného druhu, většinou se o to pokoušejí, což zlepšuje podmínky chovatelské praxe.

## Způsoby označování

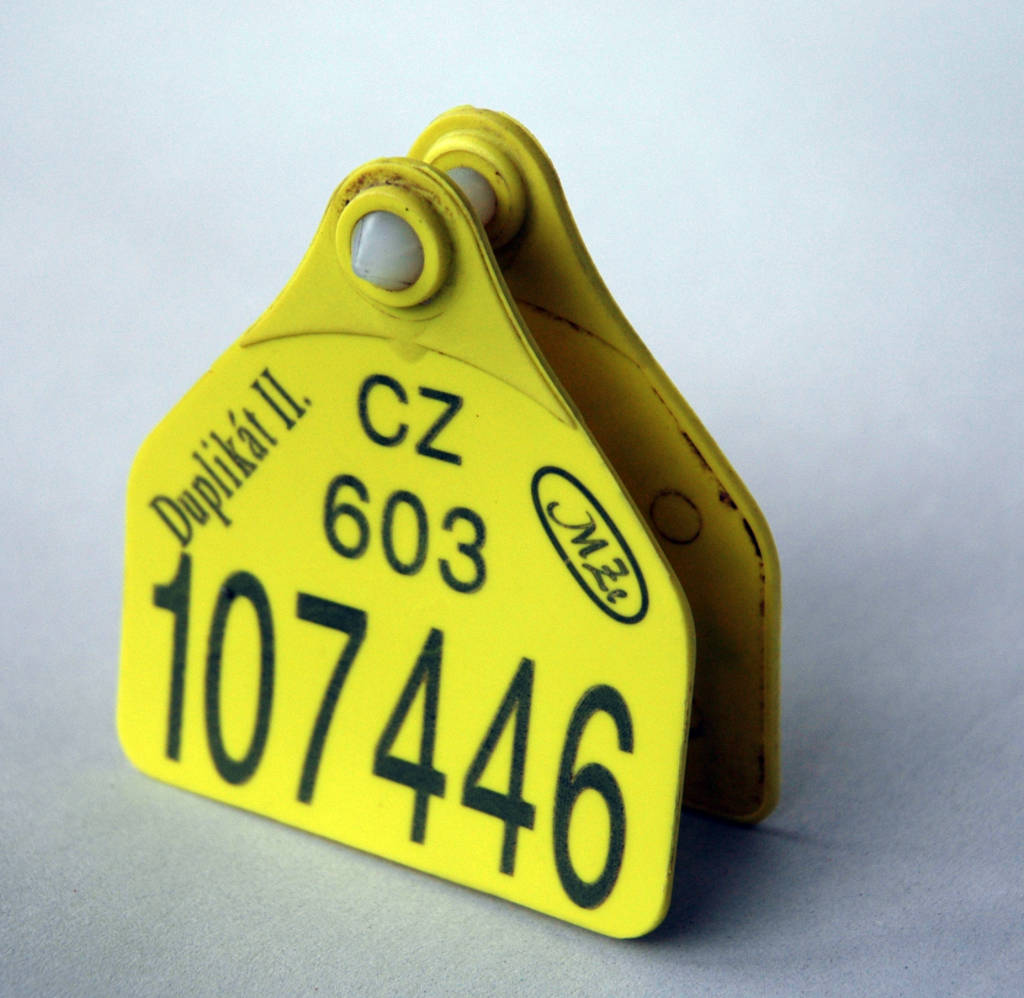
Ušní visačka dojnice

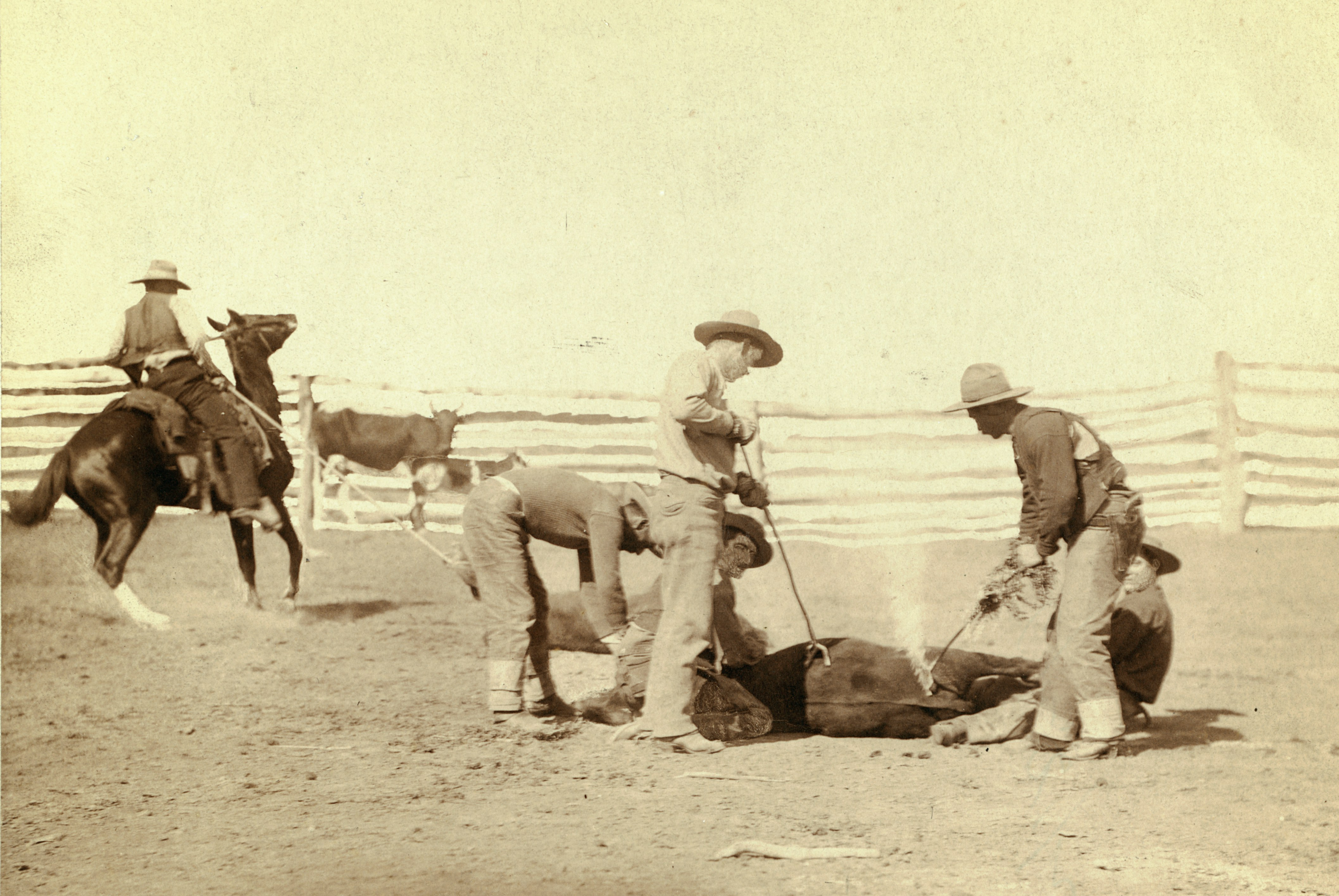
výžeh

- dočasné  - takovéto označení nevydrží po celou dobu života zvířete, nebo je odstranitelné.
  - označení barvou
  - vystříhání značky do srsti
  - obojek
  - ušní visačky
  - nožní kroužky
- trvalé  - označení vydrží celý život zvířete a je bez poškození celistvosti zvířete neodstranitelné.
  - tetování - provádí se tetovací pistolí u zvířat se světlou kůží (provádí se v Evropě v chovu prasat a koní).
  - výžeh - provádí se žhavou, nebo podchlazenou kovovou značkou. Od tohoto způsobu se v Evropě ustupuje, protože dochází k poškození celistvosti zvířete. V rozvojových zemích nejrozšířenější metoda označování zvířat.
  - vrubování - metoda pro označování prasat, kdy se speciálními kleštěmi vytvoří do uší prasat zářezy, které tvoří speciální číselnou kombinaci. V Česku a ve větší části Evropy se tento způsob již nepoužívá.
  - pasivní elektronické označení - se zavádí do oblasti ucha či krku v podobě mikročipu v intaktní skleněné ampuli implantační pistolí. Pokud se zvíře přiblíží čipem ke čtecímu zařízení, toto zařízení je po interakci s mikročipem schopno určit dané zvíře, podle údajů, které jsou k němu uloženy v počítačové databázi. Toto označování se používá k identifikaci psů, koček a dalších domácích mazlíčků, nebo hospodářských zvířat při krmení.
  - aktivní elektronické označení - na zvíře se připevní elektronické zařízení s vlastním zdrojem energie, tak že vysílá zachytitelný signál. V Česku se toho využívá hlavně při etologických pokusech s ptáky, v rozvojových zemích pak ke sledování ohrožených druhů zvířat v rezervacích a safari.

## Legislativa
Dle českých zákonů a vyhlášek Ministerstva zemědělství ČR jsou chovatelé povinni označovat skot, prasata, ovce, kozy a koně indetifikačními značkami, které jim přiděluje pověřená osoba. Musí též vést záznamy o jednotlivých zvířatech a zásadní změny neprodleně hlásit do ústřední evidence. Při porušení těchto nařízení, nebo pozdním označení hrozí chovateli vysoká pokuta a zvířeti usmrcení.[zdroj?]
Zákon o veterinární péči sice zavedl povinné čipování psů, ale státem vedený registr psů v Česku vznikne až k 1. lednu 2022. Prozatím jsou tedy k dispozici soukromé registry a Databáze ztracených a nalezených psů.